# جو دوكينز
جو دوكينز (بالإنجليزية: Joseph Dawkins, III)‏ هو لاعب كرة قدم أمريكي، ولد في 27 يناير 1948 في لوس أنجلوس في الولايات المتحدة. لعب مع تينيسي تايتانز ودنفر برونكوز ونيويورك جاينتس.

## وصلات خارجية
- جو دوكينز على موقع مرجع كرة القدم المحترفة.كوم (الإنجليزية)